# شركة إسمنت أم القرى
شركة اسمنت أم القرى هي شركة تأسست في المملكة العربية السعودية ومقرها مدينة الرياض كشركة مساهمة سعودية بموجب القرار الوزارى رقم (214/ق ) وتاريخ 1434/08/25 هـ الموافق ( 2013/07/04م ) .
يتمثل نشاط الشركة في إنتاج الأسمنت البورتلاندى بأنواعه وإنتاج الأسمنت الأبيض وإدارة وتشغيل مصانع الأسمنت البورتلاندى والأسمنت الأبيض، والمقاولات العامة للمبانى وأعمال التركيب وإنشاء الأعمال الميكانيكية والكهربائية .